# Севастополь (футбольный клуб, 2002)
«Севасто́поль» — украинский футбольный клуб из Севастополя, существовавший в 2002—2014 годах.

## История
Профессиональный футбольный клуб «Севастополь» был зарегистрирован 5 июля 2002 года, когда президентом клуба стал Александр Красильников, президент и владелец фирмы «Крымнефтесервис», главный спонсор клуба. Команда была сразу зачислена во Вторую лигу Украины. Тренировать команду был приглашён Валерий Петров. Также был приглашён ряд известных и опытных игроков, таких как Сергей Леженцев, Андрей Опарин, Александр и Геннадий Кунденки, Сергей Есин и Дмитрий Назаров.
Первым сезоном в истории «Севастополя» стал сезон 2002/03. Начало выдалось неудачным — четыре поражения в четырёх матчах, самым разгромным из которых стало домашнее поражение в кубковом матче с одесским «Черноморцем» — 0:6. Первый успех пришёл в 4 туре, 25 августа 2003 года, когда моряки в домашней игре победили «Титан» из Армянска (1:0). Далее до конца первого круга «Севастополь» на своём поле не потерпел ни одного поражения. По итогам дебютного сезона «Севастополь» занял 9 место в турнирной таблице.
Следующие два сезона «Севастополь» провалил. В чемпионатах 2003/04 и 2004/05 «Севастополь» занимает 10-е и 13-е места соответственно.
Переломным моментом стало назначение на пост главного тренера Сергея Пучкова, под руководством которого клуб в следующем сезоне борется за выход в Первую лигу, но занимает 3-е место, пропустив вперёд «Николаев» и «Александрию».
В сезоне 2006/07 «Севастополь» досрочно вышел в Первую лигу. Наряду с успехом во Второй лиге команда добилась высоких успехов и в Кубке Украины, обыграв на своём пути представителей Первой лиги ахтырский «Нефтяник-Укрнафта» (2:0) и луцкую «Волынь» (3:0) и представителя Высшей лиги донецкий «Металлург» (4:1). Остановил успешное выступление моряков, донецкий «Шахтёр».
Дебютный сезон 2007/08 в Первой лиге для команды оказался не слишком впечатляющим. В 38 матчах команда одержала только 12 побед, и заняла 15-е место. Сезон 2008/09 оказался успешным, команда заняла 4-е место в чемпионате, уступив только «Александрии», «Оболони» и «Закарпатью».
Первую половину сезона 2009/10 «Севастополь» закончил на 1 месте, обогнав главного преследователя ФК «Львов» на 7 очков. Лучшим бомбардиром половины сезона стал игрок «Севастополя» Юрий Плешаков — он забил 11 мячей, также Плешакова впервые вызвали в молодёжную сборную Украины до 21 года. Также лучшими бомбардирами стали Александр Жабокрицкий и Андрей Шевчук, которые забили по 7 голов.
2 июня 2010 года после победного матча со «Львовом» (0:1), «Севастополь» вышел в Премьер-лигу Украины досрочно, единственный мяч в этой игре забил Артём Култышев. Позже стало известно, что главным тренером команды вместо Олега Лещинского будет Сергей Шевченко.
После вылета в Первую лигу, «Севастополь» на протяжении всего сезона вёл упорную борьбу с запорожским «Металлургом» и ужгородским «Закарпатьем». Но «Севастополь» занял третье место, уступив лишь по разнице забитых и пропущенных мячей «Металлургу» З.
В следующем сезоне 2012/13, ФК «Севастополь» уже за четыре тура до конца чемпионата, обыграв дома «Полтаву» со счётом 3:0, досрочно оформил себе первое место и второй в своей истории выход в Премьер-лигу Украины.
В сезоне 2013/14 клуб занял 9-е место в украинской Премьер-Лиге.
На проходившем 7—8 июня 2014 года в Набережных Челнах Кубке Президента Татарстана победу одержала сборная Севастополя, которая была составлена из игроков, в разные годы играших за ФК «Севастополь» и его молодёжную команду, а также футболистов, участвовавших в первенстве города и различных лигах первенства Украины, готовил команду и тренировал её на турнире Валерий Чалый. В некоторых источниках называлась ФК «Севастополь» из Крыма. Информация о турнире отображалась на сайте клуба fcsevastopol.com, позднее она стала фигурировать на сайте новосозданого крымского клуба fcsevastopol.ru.

### Ликвидация клуба
26 июня 2014 года ФК «Севастополь» утратил своего единственного спонсора, поскольку предприятие «Смарт-Холдинг» прекратило финансирование футбольного клуба «Севастополь», после чего владелец клуба Вадим Новинский сообщил о ликвидации клуба.

## Форма, символика, гимн
Традиционные цвета «Севастополя» — белый, синий и красный. Домашние матчи команда обычно проводит в бело-синей форме, выездные — в темно-синей.
На гербе клуба изображен херсонесский колокол, вписанный в круг с футбольным мячом и бело-синей полосой в левой части.
Гимном ФК «Севастополь» является песня «Легендарный Севастополь», написанная на музыку Вано Мурадели и слова Петра Градова, которая также является и гимном Севастополя.

## Стадион
Так как главный стадион города «Чайка» был снесен ещё в 1990-е годы, «Севастополь» поначалу проводил свои домашние матчи на стадионе «СКС-Арена» вместимостью 3 500. После выхода в Первую лигу домашние игры были перенесены на стадион «Дружба» в Бахчисарае. Перед вторым кругом сезона 2009—2010 розыгрыша Первой лиги Украины по футболу руководство клуба реконструирует «СКС-Арену» согласно нормам Первой лиги, заменив деревянные скамейки на пластиковые сиденья на главной трибуне, проведя ремонт раздевалок, судейских комнат и т. д., и уже первую весеннюю игру клуб проводит вновь в Севастополе. На сегодняшний день вместимость стадиона составляет 5576 мест.
После выхода команды в Премьер-лигу было объявлено, что будет производиться дополнительная реконструкция, согласно необходимых норм. В 2011 году стадион был полностью реконструирован. Были построены три дополнительных трибуны, заменены мачты освещения, в результате чего стадион теперь полностью соответствует требованиям ФИФА и УЕФА, а новая вместимость составляет 5576 мест. С 2009 года руководство города проводило реконструкцию стадиона «Горняк» в Балаклаве, однако она была заброшена к 2014 году.

## Достижения
Первая лига Украины:
- Чемпион (2 раза): 2009/10, 2012/13
- Бронзовый призёр: 2011/12

Вторая лига Украины:
- Чемпион: 2006/07
- Бронзовый призёр: 2005/06

Кубок Украины:
- Полуфиналист: 2012/13

## Результаты
| Сезон   | Див.         | Место | Игр | В  | Н | П  | ГЗ | ГП | О  | Кубок Украины | Европа | Европа | Примечания                                                                       |
| ------- | ------------ | ----- | --- | -- | - | -- | -- | -- | -- | ------------- | ------ | ------ | -------------------------------------------------------------------------------- |
| 2002/03 | Вторая лига  | 9     | 30  | 12 | 4 | 14 | 31 | 36 | 40 | 1/32 финала   |        |        |                                                                                  |
| 2003/04 | Вторая лига  | 10    | 30  | 10 | 8 | 12 | 26 | 33 | 38 | 1/32 финала   |        |        |                                                                                  |
| 2004/05 | Вторая лига  | 13    | 26  | 7  | 4 | 15 | 19 | 34 | 25 | 1/32 финала   |        |        |                                                                                  |
| 2005/06 | Вторая лига  | 3     | 28  | 15 | 6 | 7  | 48 | 29 | 51 | 1/64 финала   |        |        |                                                                                  |
| 2006/07 | Вторая лига  | 1     | 28  | 21 | 1 | 6  | 58 | 21 | 64 | 1/4 финала    |        |        | Выход в Первую лигу                                                              |
| 2007/08 | Первая лига  | 15    | 38  | 12 | 7 | 19 | 38 | 55 | 43 | 1/16 финала   |        |        |                                                                                  |
| 2008/09 | Первая лига  | 4     | 32  | 15 | 6 | 11 | 43 | 41 | 51 | 1/32 финала   |        |        |                                                                                  |
| 2009/10 | Первая лига  | 1     | 34  | 24 | 4 | 6  | 68 | 27 | 76 | 1/32 финала   |        |        | Выход в Премьер-Лигу Украины                                                     |
| 2010/11 | Премьер-лига | 15    | 30  | 7  | 6 | 17 | 26 | 48 | 27 | 1/8 финала    |        |        | Вылет в Первую лигу                                                              |
| 2011/12 | Первая лига  | 3     | 34  | 23 | 7 | 4  | 60 | 22 | 76 | 1/16 финала   |        |        |                                                                                  |
| 2012/13 | Первая лига  | 1     | 34  | 22 | 8 | 4  | 71 | 22 | 74 | Полуфинал     |        |        | Выход в Премьер-Лигу Украины                                                     |
| 2013/14 | Премьер-лига | 9     | 28  | 10 | 5 | 13 | 32 | 43 | 35 | 1/16 финала   |        |        | Отказ от участия в Чемпионате, в связи с расформированием клуба по итогам сезона |

## Дерби
Крымское дерби
- «Севастополь» — «Таврия» (Симферополь)

Черноморское дерби
- «Севастополь» — «Черноморец» (Одесса)

Принципиальные матчи
- «Севастополь» — «Металлург» (Запорожье)
- «Севастополь» — «Черноморец» (Одесса)

## Главные тренеры
- Валерий Петров (2002—2005)
- Сергей Пучков (1.07.2005 — 29.09.2008)
- Олег Лещинский (30.09.2008 — 23.12.2008) и. о.
- Сергей Диев (24.12.2008 — 5.05.2009)
- Олег Лещинский (6.05.2009 — 6.11.2009 и. о.; 7.11.2009 — 18.06.2010)
- Сергей Шевченко (9.07.2010 — 12.09.2010)
- Олег Лещинский (13.09.2010 — 27.11.2010) и. о.
- Ангел Червенков (21.12.2010 — 14.06.2011)
- Александр Рябоконь (28.06.2011 — 17.10.2011)
- Сергей Пучков (18.10.2011 — 11.06.2012)
- Олег Кононов (12.06.2012 — 10.08.2013)
- Геннадий Орбу (11.08.2013 — 20.09.2013 и. о.; 21.09.2013 — 26.11.2013)
- Сергей Коновалов (27 ноября 2013 — 13.01.2014) и. о.
- Ангел Червенков (14.01.2014-июнь 2014)